# بريسينزانو
بريسينزانو (بالإيطالية:Presenzano) هي كومونا في مقاطعة كزرتة في منطقة كمبانية الإيطالية، وتقع على بعد حوالي 60 كيلومترًا (37 ميلًا) شمال نابولي، و40 كيلومترًا (25 ميلًا) شمال غرب كزرتة.